# Agnieszka Zrada
Agnieszka Zrada,  z domu Lewandowska (ur. 12 stycznia 1984) – polska lekkoatletka specjalizująca się w biegach długich.

## Kariera
Dwukrotna srebrna medalistka mistrzostw Polski seniorów w biegu maratońskim. Stawała na podium mistrzostw Polski juniorów oraz czempionatu młodzieżowców w biegu na 5000 metrów. 
Jako piętnastolatka reprezentowała Polskę w mistrzostwach świata kadetów (Bydgoszcz 1999) – zajęła 25. miejsce w biegu na 3000 metrów.
Rekordy życiowe: bieg na 5000 m – 16:52,38 (13 czerwca 1999, Wrocław); maraton – 2:42:30 (19 września 2010, Odense).